# 柳瓢金花蟲
柳瓢金花蟲（学名：Plagiodera versicolora）为金花蟲科瓢金花蟲屬下的一个种。